# Division 2 1999/2000
Die Division 2 1999/2000 war die 61. Austragung der zweithöchsten französischen Fußballliga. Es handelte sich dabei um eine Liga ausschließlich mit Profimannschaften.
Gespielt wurde vom 31. Juli 1999 bis zum 20. Mai 2000. Zweitligameister wurde OSC Lille.

## Vereine
Teilnahmeberechtigt waren die 15 Vereine, die nach der vorangegangenen Spielzeit weder in die erste Division auf- noch in die dritte Liga (National) oder tiefer abgestiegen waren; dazu kamen drei Erstligaabsteiger und zwei Aufsteiger aus der National.
Somit spielten in dieser Saison folgende 20 Mannschaften um die Meisterschaft der Division 2:
- drei aus dem Norden (OSC Lille, ES Wasquehal, SC Amiens)
- eine aus dem Großraum Paris (Aufsteiger US Créteil)
- fünf aus dem Nordwesten (Stade Malherbe Caen, Stade Laval, Le Mans UC, En Avant Guingamp, Absteiger FC Lorient)
- drei aus dem Nordosten (Absteiger FC Sochaux, Aufsteiger CS Louhans-Cuiseaux, FC Gueugnon)
- drei aus dem Südwesten (La Berrichonne Châteauroux, Chamois Niort, Absteiger FC Toulouse)
- vier aus dem Südosten (AS d’Origine Arménienne Valence, Olympique Nîmes, AS Cannes, OGC Nizza)
- eine aus Korsika (AC Ajaccio)

Direkt aufstiegsberechtigt waren die drei erstplatzierten Klubs. Die drei schlechtestplatzierten Teilnehmer mussten absteigen und wurden durch ebenso viele Drittligaaufsteiger ersetzt.

## Saisonverlauf
Jede Mannschaft trug gegen jeden Gruppengegner ein Hin- und ein Rückspiel aus, einmal vor eigenem Publikum und einmal auswärts. Es galt die Drei-Punkte-Regel; bei Punktgleichheit gab die Tordifferenz den Ausschlag für die Platzierung, bestand auch darin Gleichstand, entschied die höhere Zahl erzielter Treffer. Nachdem in dieser Saison zwischen Châteauroux und Le Mans auch diesbezüglich Identität bestand und es nicht um Auf- oder Abstieg ging, wurden beide Mannschaften gemeinsam auf den achten Tabellenrang gesetzt.
Die Nordfranzosen aus Lille legten nahezu einen Start-Ziel-Sieg hin, wobei die Mannschaft schon frühzeitig als Meister feststand und auf den ersten Nichtaufstiegsplatz am Ende sogar über 20 Punkte Vorsprung aufwies. Eng ging es dafür zwischen den beiden Vorjahresabsteigern Toulouse und Sochaux zu, zwischen denen schließlich ein einziger Punkt zugunsten des FCT über die sofortige Rückkehr in die Division 1 entschied. Der fünftplatzierte FC Gueugnon gewann dafür als erster – und bis weit ins 21. Jahrhundert hinein einziger – Zweitdivisionär den französischen Ligapokal.
Auch in der Abstiegsfrage waren die Entscheidungen relativ frühzeitig gefallen; während sich der vorjährige Drittligist Créteil in der zweiten Division behaupten konnte, beendete Mitaufsteiger Louhans-Cuiseaux die Saison weit abgeschlagen als Schlusslicht. Begleitet wurde er von Amiens und Valence; die Letztgenannten waren bereits im Vorjahr sportlich abgestiegen, hatten anschließend aber davon profitiert, dass einem aufstiegsberechtigten Verein aus der National die Lizenz verweigert worden war.
In den 380 Begegnungen wurden 835 Treffer erzielt; das entspricht einem Mittelwert von 2,2 Toren je Spiel. Erfolgreichster Torschütze und damit Gewinner der Liga-Torjägerkrone war Amara Traoré vom FC Gueugnon mit 17 Treffern. Zur folgenden Spielzeit kamen drei Absteiger aus der Division 1 – AS Nancy, Le Havre AC und HSC Montpellier – hinzu; aus der dritthöchsten Liga stiegen mit SCO Angers, AS Beauvais sowie FC Martigues gleichfalls drei Mannschaften auf.

## Abschlusstabelle
| Pl. | Verein                  | Sp. | S  | U  | N  | Tore    | Diff. | Punkte |
| --- | ----------------------- | --- | -- | -- | -- | ------- | ----- | ------ |
| 1.  | OSC Lille               | 38  | 25 | 8  | 5  | 058:250 | +33   | 83     |
| 2.  | EA Guingamp             | 38  | 18 | 13 | 7  | 062:410 | +21   | 67     |
| 3.  | FC Toulouse (A)         | 38  | 18 | 9  | 11 | 052:310 | +21   | 63     |
| 4.  | FC Sochaux (A)          | 38  | 18 | 8  | 12 | 053:410 | +12   | 62     |
| 5.  | FC Gueugnon             | 38  | 13 | 17 | 8  | 047:340 | +13   | 56     |
| 6.  | SM Caen                 | 38  | 12 | 17 | 9  | 050:370 | +13   | 53     |
| 7.  | AC Ajaccio              | 38  | 15 | 8  | 15 | 037:400 | −3    | 53     |
| 8.  | LB Châteauroux          | 38  | 13 | 13 | 12 | 044:440 | ±0    | 52     |
| 8.  | Le Mans UC              | 38  | 12 | 16 | 10 | 044:440 | ±0    | 52     |
| 10. | Stade Laval             | 38  | 12 | 15 | 11 | 041:400 | +1    | 51     |
| 11. | OGC Nizza               | 38  | 10 | 20 | 8  | 034:330 | +1    | 50     |
| 12. | AS Cannes               | 38  | 12 | 12 | 14 | 033:380 | −5    | 48     |
| 13. | FC Lorient (A)          | 38  | 12 | 11 | 15 | 032:390 | −7    | 47     |
| 14. | Olympique Nîmes         | 38  | 11 | 12 | 15 | 039:440 | −5    | 45     |
| 15. | Chamois Niort           | 38  | 10 | 15 | 13 | 042:490 | −7    | 45     |
| 16. | ES Wasquehal            | 38  | 9  | 17 | 12 | 033:390 | −6    | 44     |
| 17. | US Créteil (N)          | 38  | 11 | 11 | 16 | 036:520 | −16   | 44     |
| 18. | SC Amiens               | 38  | 7  | 16 | 15 | 030:430 | −13   | 37     |
| 19. | ASOA Valence            | 38  | 6  | 15 | 17 | 036:540 | −18   | 33     |
| 20. | CS Louhans-Cuiseaux (N) | 38  | 5  | 9  | 24 | 032:670 | −35   | 24     |

Platzierungskriterien: 1. Punkte – 2. Tordifferenz – 3. geschossene Tore

| (A) | Absteiger aus der Division 1 1998/99 |
| (N) | Neuaufsteiger                        |